# みずがめ座イプシロン星
みずがめ座ε星（みずがめざイプシロンせい、epsilon Aquarii; ε Aqr / ε Aquarii）は、みずがめ座の恒星で4等星。

## 概要
変光、化学組成など不確かな点が多い。惑星は発見されていないが、赤外線の放射が観測されていることから周囲を円盤状の塵に覆われている可能性がある。

## 名称
固有名のアルバリ (Albali) は、アラビア語で「飲み込む者」を意味する bāli‘ に由来する。これは、ε星、μ星、ν星で作られるアラビアの28の月宿の第23番目 sa‘d bula‘ に al- が付けられてε星の名前とされたものである。2016年9月12日、国際天文学連合の恒星の命名に関するワーキンググループ (Working Group on Star Names, WGSN) は、Albali をε星の固有名として正式に承認した。